# Shaun Dooley
Shaun Dooley (ur. 30 marca 1974 w Barnsley) – brytyjski aktor.

## Kariera
Urodził się w Barnsley w regionie Yorkshire and the Humber 30 marca 1974 roku. jest absolwentem szkoły teatralnej Arden School of Theatre w Manchesterze. Występował w brytyjskich serialach i filmach telewizyjnych, m.in.: Pięć dni. Zniknięcie, Wyklęci, Ślubnie, nieślubnie, inaczej, Wielkie nadzieje, Broadchurch, Spisek prochowy. W 2007 zagrał kapitana Ganta w filmie wojennym Znamię Kaina w reżyserii Marca Mundena, w 2008 Jona w horrorze Eden Lake w reżyserii Jamesa Watkinsa. W 2019 powierzono mu rolę Rawsona w brytyjskim serialu obyczajowo-historycznym, emitowany przez telewizję HBO Gentleman Jack. W 2019 Netflix nakręcił serial Wiedźmin na kanwie prozy Andrzeja Sapkowskiego. Dooley zagrał w nim Foltesta z Temerii.
Aktor mieszka w Londynie. Jego żoną jest Polly Dooley. Małżeństwo ma czwórkę dzieci.